# Zażartka dwupasa
Artykuł ten został zgłoszony do umieszczenia na stronie głównej w rubryce „Czy wiesz”.
Pomóż nam go sprawdzić: oceń zgłoszoną nominację.
Zażartka dwupasa (Nabis flavomarginatus) – gatunek pluskwiaka z podrzędu różnoskrzydłych, rodziny zażartkowatych i podrodziny Nabinae. Zamieszkuje palearktyczną Eurazję i nearktyczną Amerykę Północną.

## Taksonomia
Gatunek ten opisany został po raz pierwszy w 1847 roku przez Heinricha Scholtza. Jako miejsce typowe wskazano polską część Śląska. W 1969 roku Balázs Benedék wyznaczył go gatunkiem typowym nowego rodzaju Kalmanius, który zsynonimizowany został z podrodzajem Nabis (Nabicula), niekiedy klasyfikowanym jako odrębny rodzaj.

## Morfologia

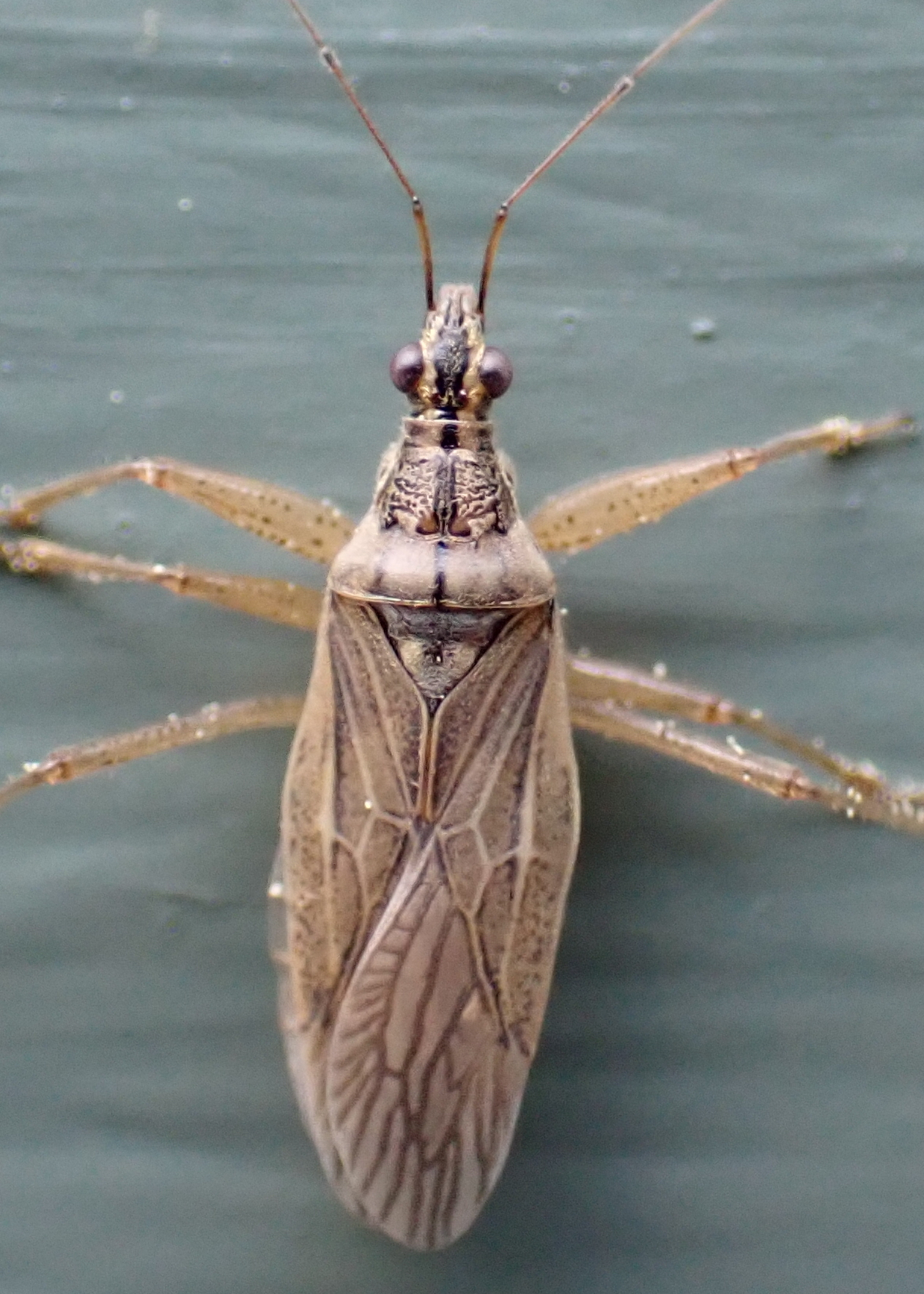
Forma długoskrzydła

Pluskwiak o ciele długości od 7 do 10 mm.
Głowa i przedplecze są szarobrązowe do brunatnych z trzema szerokimi, czarnymi pasami podłużnymi.
Tarczka ma półokrągłe rejony błyszczącego oskórka w kątach bocznych. Dominują formy krótkoskrzydłe, ale znane są też długoskrzydłe i o skrzydłach długości pośredniej. Półpokrywy są ciemne z jasnymi, wysklepionymi żyłkami oraz z trójkątno-owalną, ciemno użyłkowaną zakrywką. U form niedługoskrzydłych półpokrywy są trójkątnie ku szczytowi zwężone. Międzykrywka jest zawsze wyraźnie wykształcona. Odnóża są jasne, żółtobrązowe z ciemniejszymi punktami i paskami. 
Odwłok samca ma boki prawie równoległe, u samic zaś jest owalnie rozszerzony. Wierzch odwłoka jest ciemnobrązowy lub czarny z dwoma podłużnymi, wąskim paskami środkowymi oraz listewkami brzeżnymi barwy żółtawej lub czerwonawej. Grzbietową stronę odwłoka porastają krótkie złociste włoski. Listewki brzeżne są od spodu wygraniczone bruzdami i nie są ku górze podniesione. Na sternitach nie występują połyskujące się kropki.

## Ekologia i występowanie
Owad ten zasiedla łąki, torfowiska, polany, zarośla i pobrzeża lasów. Wybiera stanowiska o wilgotności od średniej do wysokiej, o obfitej roślinności zdominowanej przez wiechlinowate, ciborowate czy sitowate. Preferuje chłodniejszy mikroklimat niż większość zażartkowatych i w Europie ma cechy gatunku borealno-górskiego. Na północy zasięgu występuje pospolicie na nizinach, na południu zaś częstszy jest w górach. W Alpach dochodzi do rzędnych 2200 m n.p.m.
Zarówno larwy, jak i postacie dorosłe są polifagicznymi drapieżnikami. Polują na drobne bezkręgowce o miękkim oskórku, często na piewiki.
Składane latem do tkanek dolnych części źdźbeł traw i turzyc jaja stanowią stadium zimujące. Larwy klują się w maju i obserwować je można do lipca, sierpnia, a czasem nawet września. Stadia larwalne są cztery. Postacie dorosłe widuje się od czerwca lub lipca, a szczyt ich aktywności ma miejsce od lipca do końca sierpnia. Przeżywają do października, przy czym jesienią widuje się już tylko samice.

## Rozprzestrzenienie
Gatunek holarktyczny, należący do pacyficzno-atlantyckiego elementu faunistycznego.
W Europie znany jest z Hiszpanii, Andory, Irlandii, Wielkiej Brytanii, Francji, Belgii, Holandii, Luksemburga, Niemiec, Szwajcarii, Liechtensteinu, Austrii, Włoch, Danii, Szwecji, Norwegii, Finlandii, Estonii, Łotwy, Litwy, Polski, Czech, Słowacji, Węgier, Białorusi, Ukrainy, Rumunii, Bułgarii, Słowenii, Chorwacji, Bośni i Hercegowiny, Serbii, Czarnogóry, Macedonii Północnej oraz europejskiej części Rosji. W Azji podawany jest z syberyjskiej i dalekowschodniej części Rosji, Gruzji, Armenii, anatolijskiej części Turcji, Kazachstanu, Kirgistanu, Iranu, Mongolii, północnych Chin, Korei i Japonii. 
W nearktycznej Ameryce Północnej wykazany został z Grenlandii, Alaski i Kanady. Na Grenlandii jest jedynym zażartkowatym i występuje wyłącznie w okolicach dawnego osadnictwa Wikingów, stąd nie wyklucza się, że został tam przez nich zawleczony we wczesnym średniowieczu.